# Лізіновка
Лізіновка (рос. Лизиновка) — село Розсошанського району Воронізької області. Адміністративний центр Лізіновського сільського поселення.
Населення становить 1239 осіб.